# Claus P. Pedersen
 Der er for få eller ingen kildehenvisninger i denne artikel, hvilket er et problem. Du kan hjælpe ved at angive troværdige kilder til de påstande, som fremføres i artiklen.

 For alternative betydninger, se Claus Pedersen. (Se også artikler, som begynder med Claus Pedersen)
Claus Pedersen (født 1973) en af det aktivistiske miljøs medie-personligheder.
Claus Pedersen er cand.mag. i samfundsfag og historie fra Københavns Universitet i 2005. Han skrev speciale om konflikter i kommunal udlicitering og bacheloropgave om mediernes dækning af debatten om Amsterdamtraktaten.
Han har arbejdet som assistent for Ole Krarup i Europaparlamentet (1997-1998) og haft mindre opgaver som ekstern konsulent for de pædagogstuderendes fagforening (PLS), Roskilde Højskole og Økoleg. Siden januar 2007 har han været daglig leder af Østerbro Svømmehal i København.
Udover titlen som cand.mag. er Claus Pedersen uddannet på den aktivistiske venstrefløj. Dels i traditionelle ungdomsorganisationer og dels i det udenomsparlamentariske miljø i København. Offentligt har han markeret sig på tre områder:
1) Globale Rødder: I efteråret 2002 var Claus Pedersen med til at stifte Globale Rødder, som han forlod igen 2005. Hans rolle var primært mediestrategi, hvor han var en aktiv kraft i udviklingen af Globale Rødders kommunikationsstrategi.
2) Piratgruppen: I foråret 2004 blev Claus Pedersen kontaktet af en gruppe unge mænd som barslede med ideen om at lave en forening som skulle "tale fildelernes sag". Fildelere er også kendt som "pirater", hvilket dækker over kopiering af ulovligt digitalt materiale som f.eks. musik, film og bøger. Claus Pedersen gik ind i arbejdet, og var med at lancere Piratgruppen.org d.31.august 2004.
Fra Piratgruppens start fungerede Claus Pedersen som talsperson. En rolle han siden sommeren 2005 har delt med Sebastian Gjerding. Udover arbejdet som talsperson har Claus Pedersen udarbejdet en omfattende rapport om udviklingen i pladebranchen Arkiveret 28. september 2007 hos  Wayback Machine, og administreret den "Digitale Retshjælp (Webside ikke længere tilgængelig)" som indsamler penge til "fildelere i nød".
3) Rettighedsportalen: I efteråret 2007 forlod Claus Pedersen Piratgruppen og startede "Rettighedsportalen.dk". Udgangspunktet for Rettighedsportalen.dk er, at ophavsretten spiller en vigtig rolle for beskyttelsen af kunsternes ret til kommercielt brug af deres værker, og at udviklingen af ophavsretten skal ses i dette lys.